# Remco van der Schaaf
Remco van der Schaaf (* 28. Februar 1979 in Ten Boer) ist ein niederländischer ehemaliger Fußballspieler. Seine Position war das defensive Mittelfeld, er konnte aber auch als Innenverteidiger eingesetzt werden.

## Karriere

### Verein
Seine Karriere begann van der Schaaf in der Jugendabteilung von VV Omlandia und spielte später für die Junioren von TOP Oss. 1997 nahm ihn der Erstligist Vitesse Arnheim unter Vertrag, bei dem er auch erste internationale Erfahrungen im UEFA-Cup sammeln konnte. Im Januar 2000 wurde er für ein halbes Jahr an den von Bert van Marwijk trainierten Ligakonkurrenten Fortuna Sittard ausgeliehen. Nach Ablauf der Leihfrist kehrte er nach Arnhem zurück und spielte dort noch zwei Jahre, konnte sich aber erst in der Saison 2001/02 als Stammspieler etablieren.
Im Sommer 2002 wechselte van der Schaaf zur PSV Eindhoven, die van Marwijk inzwischen trainierte. Mit dem Verein wurde er zweimal niederländischer Meister, gewann 2004 den Johan-Cruyff-Schaal und nahm an der UEFA Champions League teil. Als Stammspieler konnte sich dort aber nicht durchsetzen und wechselte deshalb 2005 zurück nach Arnheim, wo er zum Leistungsträger wurde und sich so 2008 für einen Wechsel nach England zum Zweitligisten FC Burnley empfahl. Bei den Engländern unterschrieb er einen Dreijahresvertrag, kam aber lediglich im ersten Spiel der Saison 2008/09 zum Einsatz. Viermal saß van der Schaaf danach noch auf der Ersatzbank, ehe er im Frühjahr 2009 für den Rest der Saison an den dänischen Erstligisten Brøndby IF ausgeliehen wurde. Nach seiner Rückkehr wurde er in Burnley dennoch nicht mehr berücksichtigt, sodass er im Frühjahr 2010 für die eineinhalbjährige Restlaufzeit seines Vertrages erneut nach Brøndby ausgeliehen wurde. Nach Ablauf der Leihfrist schloss sich van der Schaaf dem dänischen Zweitligisten Randers FC an, mit dem er in der folgenden Saison den Aufstieg in die Superliga erreichte. 2014 folgte als Abschluss ein Engagement in der fünften Amateurklasse bei SC Woezik.

### Nationalmannschaft
Remco van der Schaaf absolvierte während seiner Arnheimer Jahre von 1999 bis 2001 insgesamt sieben Spiele für die niederländische U-21-Nationalmannschaft, gemeinsam mit späteren A-Nationalspielern wie Dirk Kuyt, Rafael van der Vaart oder John Heitinga.